# Lijst van ministers-presidenten van Pruisen
Dit is een lijst van ministers-presidenten van Pruisen.
- 1848: Adolf Heinrich von Arnim-Boitzenburg
- 1848: Ludolf Camphausen
- 1848: Rudolf von Auerswald
- 1848: Ernst von Pfuel
- 1848-1850: Friedrich Wilhelm von Brandenburg
- 1850: Adalbert von Ladenberg (a.i.)
- 1850-1858: Otto Theodor von Manteuffel
- 1858-1862: Karel Anton van Hohenzollern-Sigmaringen
- 1862: Adolf zu Hohenlohe-Ingelfingen (a.i.)
- 1862-1872: Otto von Bismarck
- 1873: Albrecht von Roon
- 1873-1890: Otto von Bismarck
- 1890-1892: Leo von Caprivi
- 1892-1894: Botho zu Eulenburg
- 1894-1900: Chlodwig zu Hohenlohe-Schillingsfürst
- 1900-1909: Bernhard von Bülow
- 1909-1917: Theobald von Bethmann Hollweg
- 1917: Georg Michaelis
- 1917-1918: Georg von Hertling
- 1918: Max van Baden (de facto)
- 1918-1919: Paul Hirsch (SPD) en Heinrich Ströbel (USPD)
- 1919-1920: Paul Hirsch (SPD)
- 1920-1921: Otto Braun (SPD)
- 1921: Adam Stegerwald (Zentrum)
- 1921-1925: Otto Braun (SPD)
- 1925: Wilhelm Marx (Zentrum)
- 1925-1932: Otto Braun (SPD)
- 1932: Franz von Papen (rijkscommissaris)
- 1932-1933: Franz von Schleicher (rijkscommissaris)
- 1933: Franz von Papen (rijkscommissaris)
- 1933-1945: Hermann Göring (NSDAP)